# آنتونین کاخلیک
آنتونین کاخلیک (چکی: Antonín Kachlík؛ زادهٔ ۲۶ فوریهٔ ۱۹۲۳ – ۲۰ آوریل ۲۰۲۲) کارگردان فیلم، فیلم‌نامه‌نویس اهل جمهوری چک بود. وی فارغ‌التحصیل دانشکده سینما و تلویزیون آکادمی هنرهای نمایشی پراگ است.
از فیلم‌ها یا مجموعه‌های تلویزیونی که وی در آن‌ها نقش داشته‌است، می‌توان به شاهزاده بایایا اشاره نمود.